# Inurois tenuis
Inurois tenuis är en fjärilsart som beskrevs av Butler 1879. Inurois tenuis ingår i släktet Inurois och familjen mätare. Inga underarter finns listade i Catalogue of Life.